# Barbara Frittoli
Barbara Frittoli (* 19. April 1967 in Mailand) ist eine italienische Opern-, Lied- und Konzertsängerin (Sopran/Mezzosopran).

## Leben
Frittoli studierte Gesang bei Giovanna Canetti am Konservatorium Giuseppe Verdi ihrer Heimatstadt. Ihr Operndebüt gab sie 1989 in Il gioco del barone am Theater von Florenz. Seitdem steht sie regelmäßig auf den Bühnen der führenden Opernhäuser und Festivals.
Barbara Frittoli verfügt über ein umfangreiches Rollenrepertoire. Dazu gehören beispielsweise: Desdemona Otello, Fiordiligi Così fan tutte, Liú Turandot, Micaela Carmen, Donna Elvira Don Giovanni, Alice Falstaff, Luisa Luisa Miller, Gräfin Almaviva Die Hochzeit des Figaro, Amelia Simon Boccanegra, Mimi La Bohème, Leonora Il trovatore, Marguerite Faust, Violetta Valéry La traviata, Elettra Idomeneo und Suor Angelica.
Ebenso umfangreich ist ihr Wirken auf dem Konzertpodium. Ihr Repertoire umfasst Lieder u. a. von Franz Schubert, Henri Duparc, Giovanni Battista Pergolesi, Gioachino Rossini, Richard Strauss und Wolfgang Amadeus Mozart. Auf der 1. Kölner AIDS-Gala am 19. Juni 2006 stand sie u. a. neben Agnes Baltsa auf der Bühne.
Barbara Frittoli ist eine gefragte Sängerin ihres Faches, die mit den bedeutendsten Dirigenten arbeitete. Dazu zählen: Claudio Abbado, Semjon Bytschkow, Sir Andrew Davis, Sir Colin Davis, Daniele Gatti, Lorin Maazel, Charles Mackerras, Zubin Mehta, Riccardo Muti und Markus Stenz.
Mehrere CDs, Videos, Rundfunk- und Fernsehauftritte in Deutschland, Italien, Japan und den USA runden die künstlerische Tätigkeit Barbara Frittolis ab.
Seit 1993 Ensemblemitglied der Wiener Staatsoper, wurde ihr im Februar 2012 der Berufstitel Österreichische Kammersängerin verliehen.

## Diskografie (Auswahl)
- Le Triptyque (Decca)
- Il barbiere (Teldec)
- Il viaggio a Reims (Sony)
- Verdi aria (Warner Classics International)